# Melchor Ocampo
För andra betydelser, se Melchor Ocampo (olika betydelser).
Melchor Ocampo, född 5 januari 1814 i Maravatío, död 3 juni 1861 i Tepeji de Ocampo (mördad), var en mexikansk advokat, vetenskapsman och politiker i Benito Juárez regim. Delstaten Michoacán kom efter hans död att formellt benämnas Michoacán de Ocampo till hans ära, och så även flera andra kommuner och orter i landet.